# Paris Saint-Germain Football Club 2021-2022
Questa voce raccoglie le informazioni riguardanti il Paris Saint-Germain Football Club nelle competizioni ufficiali della stagione 2021-2022.

## Stagione

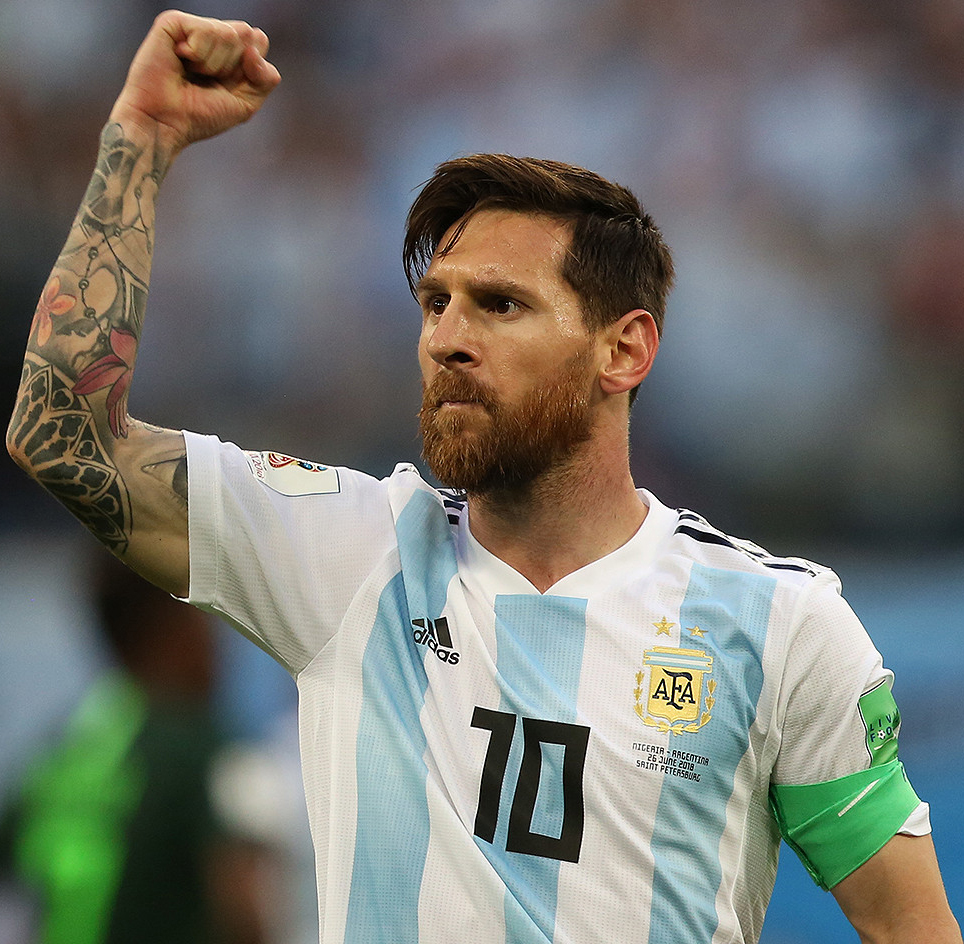
Il fuoriclasse argentino Lionel Messi, già vincitore di sei Palloni d'oro, è il colpo più importante della campagna acquisti del.

Dopo il secondo posto in campionato e il raggiungimento delle semifinali di Champions League nella stagione precedente, il Paris Saint-Germain conferma Mauricio Pochettino alla guida della squadra e opera un'ingente campagna di rafforzamento: il primo acquisto è il centrocampista olandese Georginio Wijnaldum, arrivato a parametro zero dal Liverpool, seguito da due rinforzi per la difesa: il terzino marocchino Achraf Hakimi, acquistato per 60 milioni di euro più 11 milioni di bonus dall'Inter, e il centrale spagnolo Sergio Ramos, ingaggiato a parametro zero dal Real Madrid. Terminato il campionato europeo, viene annunciato anche l'acquisto del portiere italiano Gianluigi Donnarumma, arrivato a parametro zero dal Milan. All'inizio di agosto viene annunciata l'operazione più importante del mercato parigino nonché una delle più rilevanti nella storia del club e del calcio francese: terminato il contratto con il Barcellona, l'attaccante argentino Lionel Messi, già vincitore di sei Palloni d'oro, si trasferisce al Paris Saint-Germain. L'ultimo giorno di mercato viene acquistato pure il terzino portoghese Nuno Mendes dallo Sporting Lisbona.
La stagione dei parigini inizia il 1º agosto con la sconfitta per 0-1 contro il Lilla nella Supercoppa di Francia. In campionato il Paris Saint-Germain si prende la vetta solitaria della classifica alla 3ª giornata, infilando una serie di 8 successi nelle prime 8 giornate. Chiuso il girone di andata in testa, avendo fatto registrare una sola sconfitta, i parigini continuano a condurre saldamente il campionato anche in quello di ritorno. Alla 34ª giornata, grazie al pareggio interno contro il Lens, il Paris Saint-Germain festeggia con quattro giornate d'anticipo il suo decimo titolo di campione di Francia, eguagliando il primato del Saint-Étienne. In Champions League, dopo aver chiuso il proprio raggruppamento al secondo posto dietro al Manchester City, il club parigino viene eliminato agli ottavi di finale dal Real Madrid. In Coppa di Francia il Paris Saint-Germain viene estromesso agli ottavi di finale dal Nizza, che ha la meglio sui parigini ai tiri di rigore.
A livello individuale, Kylian Mbappé si aggiudica la classifica marcatori della Ligue 1 per la quarta volta consecutiva e in assoluto. Il francese chiude l'annata con 28 reti in campionato e 39 complessive, che lo fanno risultare anche come il miglior marcatore stagionale del Paris Saint-Germain. Inoltre, Mbappé viene premiato per la terza volta consecutiva come miglior giocatore della Ligue 1.

## Maglie e sponsor
Lo sponsor tecnico per la stagione 2021-2022 è Nike, mentre lo sponsor ufficiale è Accor, con il proprio programma fedeltà Accor Live Limitless. La maglia home, marchiata Air Jordan, è blu con il girocollo e i bordi delle maniche bianco-rosso-blu, mentre la tradizionale fascia centrale è disegnata con un gioco tono su tono. I pantaloncini presentano il design a diamante reso iconico dai Chicago Bulls di Michael Jordan, con lo stemma del club e il logo del brand sui lati. I calzettoni sono blu con una fascia bianca-rosso-blu in orizzontale. La maglia away è bianca con una sorta di fascia centrale rosa e nero, gli stessi colori usati per i bordi delle maniche. I pantaloncini sono bianchi mentre i calzettoni bianchi presentano un risvolto rosa-nero. La third è nera con una fascia orizzontale grigia e dettagli rossi. I pantaloncini e i calzettoni sono entrambi neri con inserti rossi. La fourth, ispirata alle divise dei Chicago Bulls, è bianca con il girocollo e i bordi delle maniche rosso-bianco-blu, ricalcando il design della home. I pantaloncini sono bianchi e riprendono il motivo a rombo sui lati in rosso-bianco-blu; i calzettoni sono bianchi con una fascia rosso-bianco-blu in orizzontale.
| Casa | Trasferta | Terza Divisa | Quarta Divisa |

| 1ª portiere | 2ª portiere | 3ª portiere |

## Organigramma societario
Area direttiva
- Presidente e direttore generale: Nasser Al-Khelaïfi
- Vice direttore generale: Jean-Claude Blanc
- Direttore sportivo: Leonardo
- Vice direttore sportivo: Angelo Castellazzi
- Direttore della comunicazione: Jean-Martial Ribes

Area tecnica
- Allenatore: Mauricio Pochettino
- Allenatore in seconda: Jesús Pérez
- Assistente allenatore: Miguel D'Agostino
- Preparatori dei portieri: Toni Jiménez, Gianluca Spinelli
- Preparatori atletici: Sebastiano Pochettino, Nicolas Mayer
- Analisti video: Antoine Guillotin, Vincent Brunet, Clément Gonin

Area performance
- Coordinatore del dipartimento performance: Gian Nicola Bisciotti
- Dipartimento performance: Denis Lefebve, Ricardo Rosa, Ben Michael Simpson, Maxime Coulerot, Cristoforo Filetti

Area medica
- Responsabile dell'area medica: Christophe Baudot
- Medico sociale: Quentin Vincent
- Coordinatore fisioterapisti: Cyril Praud
- Fisioterapisti: Frédéric Mankowski, Joffrey Martin, Gaël Pasquer, Rafael Martini, Dario Forte, Diego Mantovani
- Podologo: Gaëlle Scalia
- Assistente medico: Sandrine Jarzaguet

## Rosa
Rosa e numerazione aggiornate al 20 gennaio 2022.
| N. |                        | Ruolo | Calciatore            |
| -- | ---------------------- | ----- | --------------------- |
| 1  | Costa Rica (bandiera)  | P     | Keylor Navas          |
| 2  | Marocco (bandiera)     | D     | Achraf Hakimi         |
| 3  | Francia (bandiera)     | D     | Presnel Kimpembe      |
| 4  | Spagna (bandiera)      | D     | Sergio Ramos          |
| 5  | Brasile (bandiera)     | D     | Marquinhos (capitano) |
| 6  | Italia (bandiera)      | C     | Marco Verratti        |
| 7  | Francia (bandiera)     | A     | Kylian Mbappé         |
| 8  | Argentina (bandiera)   | C     | Leandro Paredes       |
| 9  | Argentina (bandiera)   | A     | Mauro Icardi          |
| 10 | Brasile (bandiera)     | A     | Neymar                |
| 11 | Argentina (bandiera)   | C     | Ángel Di María        |
| 14 | Spagna (bandiera)      | D     | Juan Bernat           |
| 15 | Portogallo (bandiera)  | C     | Danilo Pereira        |
| 17 | Francia (bandiera)     | D     | Colin Dagba           |
| 18 | Paesi Bassi (bandiera) | C     | Georginio Wijnaldum   |
| 20 | Francia (bandiera)     | D     | Layvin Kurzawa        |
| 21 | Spagna (bandiera)      | C     | Ander Herrera         |

| N. |                        | Ruolo | Calciatore              |
| -- | ---------------------- | ----- | ----------------------- |
| 22 | Francia (bandiera)     | D     | Abdou Diallo            |
| 23 | Germania (bandiera)    | C     | Julian Draxler          |
| 24 | Germania (bandiera)    | D     | Thilo Kehrer            |
| 25 | Portogallo (bandiera)  | D     | Nuno Mendes             |
| 27 | Senegal (bandiera)     | C     | Idrissa Gueye           |
| 28 | Francia (bandiera)     | C     | Éric Junior Dina Ebimbe |
| 30 | Argentina (bandiera)   | A     | Lionel Messi            |
| 31 | Francia (bandiera)     | D     | El Chadaille Bitshiabu  |
| 32 | Francia (bandiera)     | D     | Teddy Alloh             |
| 33 | Francia (bandiera)     | A     | Djeidi Gassama          |
| 34 | Paesi Bassi (bandiera) | C     | Xavi Simons             |
| 35 | Francia (bandiera)     | C     | Ismaël Gharbi           |
| 38 | Francia (bandiera)     | C     | Edouard Michut          |
| 39 | Francia (bandiera)     | C     | Nathan Bitumazala       |
| 40 | Italia (bandiera)      | P     | Denis Franchi           |
| 50 | Italia (bandiera)      | P     | Gianluigi Donnarumma    |
| 60 | Francia (bandiera)     | P     | Alexandre Letellier     |

## Calciomercato

### Sessione estiva(dal 1º luglio al 31 agosto)
| Acquisti         | Acquisti                | Acquisti         | Acquisti                                            |
| R.               | Nome                    | da               | Modalità                                            |
| ---------------- | ----------------------- | ---------------- | --------------------------------------------------- |
| P                | Alphonse Areola         | Fulham           | fine prestito                                       |
| P                | Gianluigi Donnarumma    | Milan            | [ 16 ]                                              |
| D                | Achraf Hakimi           | Inter            | definitivo (60 milioni € più 11 milioni € di bonus) |
| D                | Nuno Mendes             | Sporting Lisbona | prestito (7 milioni €) con diritto di riscatto      |
| D                | Sergio Ramos            |                  | svincolato                                          |
| C                | Danilo Pereira          | Porto            | riscatto del cartellino (16 milioni €)              |
| C                | Georginio Wijnaldum     |                  | svincolato                                          |
| A                | Lionel Messi            |                  | svincolato                                          |
| Altre operazioni |                         |                  |                                                     |
| R.               | Nome                    | da               | Modalità                                            |
| P                | Marcin Bułka            | Châteauroux      | fine prestito                                       |
| P                | Garissone Innocent      | Caen             | fine prestito                                       |
| C                | Éric Junior Dina Ebimbe | Digione          | fine prestito                                       |
| C                | Bandiougou Fadiga       | Brest            | fine prestito                                       |
| A                | Arnaud Kalimuendo       | Lens             | fine prestito                                       |

| Cessioni         | Cessioni            | Cessioni         | Cessioni                 |
| R.               | Nome                | a                | Modalità                 |
| ---------------- | ------------------- | ---------------- | ------------------------ |
| P                | Alphonse Areola     | West Ham Utd     | prestito (2 milioni €)   |
| D                | Mitchel Bakker      | Bayer Leverkusen | definitivo (7 milioni €) |
| D                | Alessandro Florenzi | Roma             | fine prestito            |
| A                | Moise Kean          | Everton          | fine prestito            |
| A                | Pablo Sarabia       | Sporting Lisbona | prestito                 |
| Altre operazioni |                     |                  |                          |
| R.               | Nome                | a                | Modalità                 |
| P                | Marcin Bułka        | Nizza            | prestito                 |
| P                | Garissone Innocent  | Vannes           | prestito                 |
| D                | Thierno Baldé       | Le Havre         | prestito                 |
| D                | Timothée Pembélé    | Bordeaux         | prestito                 |
| C                | Kays Ruiz-Atil      |                  | fine contratto           |
| A                | Arnaud Kalimuendo   | Lens             | prestito                 |
| A                | Kenny Nagera        | Bastia           | prestito                 |

### Sessione invernale(dal 1º al 31 gennaio)
| Acquisti | Acquisti | Acquisti | Acquisti |
| R.       | Nome     | da       | Modalità |
| -------- | -------- | -------- | -------- |

| Cessioni         | Cessioni          | Cessioni      | Cessioni       |
| R.               | Nome              | a             | Modalità       |
| ---------------- | ----------------- | ------------- | -------------- |
| P                | Sergio Rico       | Maiorca       | prestito       |
| C                | Rafinha           | Real Sociedad | prestito       |
| D                | Teddy Alloh       | Eupen         | prestito       |
| A                | Kenny Nagera      | Avranches     | prestito       |
| Altre operazioni |                   |               |                |
| R.               | Nome              | a             | Modalità       |
| C                | Bandiougou Fadiga |               | fine contratto |

## Risultati

### Ligue 1

#### Girone di andata
| Arbitro: | Delerue |

|              |           |                       |
| El Hajjam 9’ | Marcatori | 19’ Hakimi 21’ Icardi |

| Arbitro: | Delajod |

|                                                      |           |                         |
| Icardi 3’ Ajorque 25’ (aut.) Draxler 27’ Sarabia 86’ | Marcatori | 53’ Gameiro 64’ Ajorque |

| Arbitro: | Wattellier |

|                        |           |                                               |
| Honorat 42’ Mounié 85’ | Marcatori | 23’ Herrera 36’ Mbappé 73’ Gueye 90’ Di María |

| Arbitro: | Letexier |

|  |           |                 |
|  | Marcatori | 16’, 64’ Mbappé |

| Arbitro: | Lesage |

|                                       |           |  |
| Herrera 20’, 31’ Mbappé 55’ Gueye 65’ | Marcatori |  |

| Arbitro: | Turpin |

|                                |           |             |
| Neymar 66’ (rig.) Icardi 90+3’ | Marcatori | 54’ Paquetá |

| Arbitro: | Pignard |

|             |           |                  |
| Kouyaté 39’ | Marcatori | 5’, 90+4’ Hakimi |

| Arbitro: | Gautier |

|                       |           |  |
| Gueye 14’ Draxler 89’ | Marcatori |  |

| Arbitro: | Buquet |

|                      |           |  |
| Laborde 45’ Tait 46’ | Marcatori |  |

| Arbitro: | Dechepy |

|                              |           |             |
| Danilo 68’ Mbappé 87’ (rig.) | Marcatori | 35’ Fulgini |

| Marsiglia 24 ottobre 2021, ore 20:45 CEST 11ª giornata | Olympique Marsiglia | 0 – 0 referto | Paris Saint-Germain | Vélodrome (65 121 spett.)\| Arbitro: \| Bastien \| |
| Arbitro:                                               | Bastien             |               |                     |                                                    |

| Arbitro: | Delerue |

|                             |           |           |
| Marquinhos 74’ Di María 88’ | Marcatori | 31’ David |

| Arbitro: | Buquet |

|                      |           |                            |
| Elis 79’ Niang 90+2’ | Marcatori | 26’, 43’ Neymar 63’ Mbappé |

| Arbitro: | Stinat |

|                                       |           |                |
| Mbappé 2’ Appiah 82’ (aut.) Messi 87’ | Marcatori | 76’ Kolo Muani |

| Arbitro: | Brisard |

|             |           |                                      |
| Bouanga 25’ | Marcatori | 45+2’, 90+1’ Marquinhos 79’ Di María |

| Parigi 1º dicembre 2021, ore 21:00 CET 16ª giornata | Paris Saint-Germain | 0 – 0 referto | Nizza | Parco dei Principi (47 502 spett.)\| Arbitro: \| Turpin \| |
| Arbitro:                                            | Turpin              |               |       |                                                            |

| Arbitro: | Letexier |

|            |           |                 |
| Fofana 62’ | Marcatori | 90+1’ Wijnaldum |

| Arbitro: | Bastien |

|                        |           |  |
| Mbappé 12’ (rig.), 45’ | Marcatori |  |

| Arbitro: | Pignard |

|                |           |              |
| Monconduit 40’ | Marcatori | 90+1’ Icardi |

#### Girone di ritorno
| Arbitro: | Letexier |

|            |           |            |
| Paquetá 9’ | Marcatori | 76’ Kehrer |

| Arbitro: | Lesage |

|                       |           |  |
| Mbappé 32’ Kehrer 53’ | Marcatori |  |

| Arbitro: | Wattellier |

|                                        |           |  |
| Verratti 44’, 67’ Ramos 62’ Danilo 75’ | Marcatori |  |

| Arbitro: | Letexier |

|            |           |                                                   |
| Botman 28’ | Marcatori | 10’, 51’ Danilo 32’ Kimpembe 38’ Messi 67’ Mbappé |

| Arbitro: | Bastien |

|              |           |  |
| Mbappé 90+3’ | Marcatori |  |

| Arbitro: | Lesage |

|                                            |           |            |
| Kolo Muani 4’ Merlin 16’ Blas 45+5’ (rig.) | Marcatori | 47’ Neymar |

| Arbitro: | Gaillouste |

|                            |           |             |
| Mbappé 42’, 47’ Danilo 52’ | Marcatori | 16’ Bouanga |

| Arbitro: | Delajod |

|            |           |  |
| Delort 88’ | Marcatori |  |

| Arbitro: | Letexier |

|                                   |           |  |
| Mbappé 24’ Paredes 61’ Neymar 52’ | Marcatori |  |

| Arbitro: | Bastien |

|                                        |           |  |
| Ben Yedder 25’, 84’ (rig.) Volland 68’ | Marcatori |  |

| Arbitro: | El Hadj |

|                                           |           |           |
| Neymar 12’, 90’ Mbappé 28’, 67’ Messi 73’ | Marcatori | 56’ Moffi |

| Arbitro: | Wattellier |

|            |           |                                                 |
| Dossou 42’ | Marcatori | 6’, 71’ (rig.), 83’ Neymar 19’, 74’, 80’ Mbappé |

| Arbitro: | Letexier |

|                                |           |                |
| Neymar 12’ Mbappé 45+4’ (rig.) | Marcatori | 31’ Ćaleta-Car |

| Arbitro: | Hamel |

|  |           |                                       |
|  | Marcatori | 28’ Mbappé 45+1’ Ramos 77’ Marquinhos |

| Arbitro: | Delerue |

|           |           |          |
| Messi 68’ | Marcatori | 88’ Jean |

| Arbitro: | Buquet |

|                                           |           |                            |
| Gameiro 3’ Verratti 75’ (aut.) Caci 90+1’ | Marcatori | 23’, 68’ Mbappé 64’ Hakimi |

| Arbitro: | Brisard |

|                                 |           |                             |
| Marquinhos 6’ Neymar 25’ (rig.) | Marcatori | 30’ Ugbo 49’ (rig.) Tardieu |

| Arbitro: | Stinat |

|  |           |                                              |
|  | Marcatori | 6’, 20’ Messi 38’ Di María 60’ (rig.) Mbappé |

| Arbitro: | Gautier |

|                                              |           |  |
| Mbappé 25’, 28’, 30’ Neymar 31’ Di María 67’ | Marcatori |  |

### Coppa di Francia
| Arbitro: | Batta |

|  |           |                                          |
|  | Marcatori | 16’ (rig.), 51’ Mbappé 31’ (rig.) Icardi |

| Arbitro: | Stinat |

|  |           |                                   |
|  | Marcatori | 28’ Kimpembe 59’, 71’, 76’ Mbappé |

| Arbitro: | Pignard |

|                                                     |                      |                                                       |
| Messi Mbappé Paredes Draxler Verratti Bernat Simons | Tiri di rigore 5 – 6 | Schneiderlin Todibo Atal Delort Gouiri Guessand Dante |

### UEFA Champions League

#### Fase a gironi
| Arbitro: | Schärer |

|             |           |             |
| Vanaken 27’ | Marcatori | 15’ Herrera |

| Arbitro: | Del Cerro Grande |

|                     |           |  |
| Gueye 11’ Messi 74’ | Marcatori |  |

| Arbitro: | Guida |

|                                 |           |                             |
| Mbappé 9’ Messi 67’, 74’ (rig.) | Marcatori | 28’ André Silva 57’ Mukiele |

| Arbitro: | Ekberg |

|                                   |           |                    |
| Nkunku 8’ Szoboszlai 90+2’ (rig.) | Marcatori | 21’, 39’ Wijnaldum |

| Arbitro: | Orsato |

|                        |           |            |
| Sterling 63’ Jesus 76’ | Marcatori | 50’ Mbappé |

| Arbitro: | Gil Manzano |

|                                     |           |          |
| Mbappé 2’, 7’ Messi 38’, 76’ (rig.) | Marcatori | 68’ Rits |

#### Fase ad eliminazione diretta
| Arbitro: | Orsato |

|              |           |  |
| Mbappé 90+4’ | Marcatori |  |

| Arbitro: | Makkelie |

|                       |           |            |
| Benzema 61’, 76’, 78’ | Marcatori | 39’ Mbappé |

### Supercoppa di Francia
| Arbitro: | Frid |

|          |           |  |
| Xeka 45’ | Marcatori |  |

## Statistiche

### Statistiche di squadra
Statistiche aggiornate al 21 maggio 2022.
| Competizione          | Punti | In casa | In casa | In casa | In casa | In casa | In casa | In trasferta | In trasferta | In trasferta | In trasferta | In trasferta | In trasferta | Totale | Totale | Totale | Totale | Totale | Totale | DR  |
| Competizione          | Punti | G       | V       | N       | P       | Gf      | Gs      | G            | V            | N            | P            | Gf           | Gs           | G      | V      | N      | P      | Gf     | Gs     | DR  |
| --------------------- | ----- | ------- | ------- | ------- | ------- | ------- | ------- | ------------ | ------------ | ------------ | ------------ | ------------ | ------------ | ------ | ------ | ------ | ------ | ------ | ------ | --- |
| Ligue 1               | 86    | 19      | 16      | 3       | 0       | 49      | 12      | 19           | 10           | 5            | 4            | 41           | 24           | 38     | 26     | 8      | 4      | 90     | 36     | +54 |
| Coppa di Francia      | -     | 1       | 0       | 1       | 0       | 0       | 0       | 2            | 2            | 0            | 0            | 7            | 0            | 3      | 2      | 1      | 0      | 7      | 0      | +7  |
| Champions League      | 11    | 4       | 4       | 0       | 0       | 10      | 3       | 4            | 0            | 2            | 2            | 5            | 8            | 8      | 4      | 2      | 2      | 15     | 11     | +4  |
| Supercoppa di Francia | -     | 0       | 0       | 0       | 0       | 0       | 0       | 1            | 0            | 0            | 1            | 0            | 1            | 1      | 0      | 0      | 1      | 0      | 1      | -1  |
| Totale                | -     | 24      | 20      | 4       | 0       | 59      | 15      | 26           | 12           | 7            | 7            | 55           | 33           | 50     | 32     | 11     | 7      | 112    | 48     | +64 |

### Andamento in campionato
| Giornata  | 1 | 2 | 3 | 4 | 5 | 6 | 7 | 8 | 9 | 10 | 11 | 12 | 13 | 14 | 15 | 16 | 17 | 18 | 19 | 20 | 21 | 22 | 23 | 24 | 25 | 26 | 27 | 28 | 29 | 30 | 31 | 32 | 33 | 34 | 35 | 36 | 37 | 38 |
| --------- | - | - | - | - | - | - | - | - | - | -- | -- | -- | -- | -- | -- | -- | -- | -- | -- | -- | -- | -- | -- | -- | -- | -- | -- | -- | -- | -- | -- | -- | -- | -- | -- | -- | -- | -- |
| Luogo     | T | C | T | T | C | C | T | C | T | C  | T  | C  | T  | C  | T  | C  | T  | C  | T  | T  | C  | C  | T  | C  | T  | C  | T  | C  | T  | C  | T  | C  | T  | C  | T  | C  | T  | C  |
| Risultato | V | V | V | V | V | V | V | V | P | V  | N  | V  | V  | V  | V  | N  | N  | V  | N  | N  | V  | V  | V  | V  | P  | V  | P  | V  | P  | V  | V  | V  | V  | N  | N  | N  | V  | V  |
| Posizione | 4 | 3 | 1 | 1 | 1 | 1 | 1 | 1 | 1 | 1  | 1  | 1  | 1  | 1  | 1  | 1  | 1  | 1  | 1  | 1  | 1  | 1  | 1  | 1  | 1  | 1  | 1  | 1  | 1  | 1  | 1  | 1  | 1  | 1  | 1  | 1  | 1  | 1  |

Legenda:

Luogo: C = Casa; T = Trasferta. Risultato: V = Vittoria; N = Pareggio; P = Sconfitta.

### Statistiche dei giocatori
Sono in corsivo i calciatori che hanno lasciato la società a stagione in corso.
| Giocatore      | Ligue 1  | Ligue 1 | Ligue 1     | Ligue 1    | Coppa di Francia | Coppa di Francia | Coppa di Francia | Coppa di Francia | Champions League | Champions League | Champions League | Champions League | Supercoppa di Francia | Supercoppa di Francia | Supercoppa di Francia | Supercoppa di Francia | Totale   | Totale | Totale      | Totale     |
| Giocatore      | Presenze | Reti    | Ammonizioni | Espulsioni | Presenze         | Reti             | Ammonizioni      | Espulsioni       | Presenze         | Reti             | Ammonizioni      | Espulsioni       | Presenze              | Reti                  | Ammonizioni           | Espulsioni            | Presenze | Reti   | Ammonizioni | Espulsioni |
| -------------- | -------- | ------- | ----------- | ---------- | ---------------- | ---------------- | ---------------- | ---------------- | ---------------- | ---------------- | ---------------- | ---------------- | --------------------- | --------------------- | --------------------- | --------------------- | -------- | ------ | ----------- | ---------- |
| T. Alloh       | 0        | 0       | 0           | 0          | 0                | 0                | 0                | 0                | 0                | 0                | 0                | 0                | 0                     | 0                     | 0                     | 0                     | 0        | 0      | 0           | 0          |
| J. Bernat      | 15       | 0       | 2           | 0          | 1                | 0                | 0                | 0                | 0                | 0                | 0                | 0                | 0                     | 0                     | 0                     | 0                     | 16       | 0      | 2           | 0          |
| E. Bitshiabu   | 1        | 0       | 0           | 0          | 2                | 0                | 0                | 0                | 0                | 0                | 0                | 0                | 0                     | 0                     | 0                     | 0                     | 3        | 0      | 0           | 0          |
| N. Bitumazala  | 1        | 0       | 0           | 0          | 0                | 0                | 0                | 0                | 0                | 0                | 0                | 0                | 0                     | 0                     | 0                     | 0                     | 1        | 0      | 0           | 0          |
| C. Dagba       | 3        | 0       | 1           | 0          | 3                | 0                | 1                | 0                | 0                | 0                | 0                | 0                | 0                     | 0                     | 0                     | 0                     | 6        | 0      | 2           | 0          |
| D. Pereira     | 26       | 5       | 3           | 0          | 2                | 0                | 1                | 0                | 7                | 0                | 1                | 0                | 1                     | 0                     | 1                     | 0                     | 36       | 5      | 6           | 0          |
| A. Diallo      | 13       | 0       | 1           | 0          | 1                | 0                | 0                | 0                | 2                | 0                | 0                | 0                | 1                     | 0                     | 1                     | 0                     | 17       | 0      | 2           | 0          |
| Á. Di María    | 26       | 5       | 2           | 0          | 0                | 0                | 0                | 0                | 5                | 0                | 0                | 0                | 0                     | 0                     | 0                     | 0                     | 31       | 5      | 2           | 0          |
| E. Dina-Ebimbe | 10       | 0       | 2           | 0          | 2                | 0                | 0                | 0                | 1                | 0                | 0                | 0                | 1                     | 0                     | 0                     | 0                     | 14       | 0      | 2           | 0          |
| G. Donnarumma  | 17       | -17     | 3           | 0          | 2                | -0               | 0                | 0                | 5                | -6               | 2                | 0                | 0                     | 0                     | 0                     | 0                     | 24       | -23    | 5           | 0          |
| J. Draxler     | 18       | 2       | 0           | 0          | 1                | 0                | 0                | 0                | 3                | 0                | 0                | 0                | 1                     | 0                     | 1                     | 0                     | 23       | 2      | 1           | 0          |
| D. Franchi     | 0        | 0       | 0           | 0          | 0                | 0                | 0                | 0                | 0                | 0                | 0                | 0                | 0                     | 0                     | 0                     | 0                     | 0        | 0      | 0           | 0          |
| I. Gharbi      | 1        | 0       | 0           | 0          | 2                | 0                | 0                | 0                | 0                | 0                | 0                | 0                | 1                     | 0                     | 0                     | 0                     | 4        | 0      | 0           | 0          |
| I. Gueye       | 26       | 3       | 4           | 0          | 0                | 0                | 0                | 0                | 7                | 1                | 1                | 0                | 0                     | 0                     | 0                     | 0                     | 33       | 4      | 5           | 0          |
| A. Hakimi      | 32       | 4       | 3           | 1          | 0                | 0                | 0                | 0                | 8                | 0                | 2                | 0                | 1                     | 0                     | 0                     | 0                     | 41       | 4      | 5           | 1          |
| A. Herrera     | 19       | 3       | 2           | 0          | 2                | 0                | 1                | 0                | 6                | 1                | 1                | 0                | 1                     | 0                     | 0                     | 0                     | 28       | 4      | 4           | 0          |
| M. Icardi      | 24       | 4       | 1           | 0          | 2                | 1                | 0                | 0                | 3                | 0                | 0                | 0                | 1                     | 0                     | 0                     | 0                     | 30       | 5      | 1           | 0          |
| A. Kalimuendo  | 2        | 0       | 0           | 0          | 0                | 0                | 0                | 0                | 0                | 0                | 0                | 0                | 1                     | 0                     | 0                     | 0                     | 3        | 0      | 0           | 0          |
| T. Kehrer      | 27       | 2       | 0           | 0          | 3                | 0                | 1                | 0                | 4                | 0                | 1                | 0                | 1                     | 0                     | 1                     | 0                     | 35       | 2      | 3           | 0          |
| P. Kimpembe    | 30       | 1       | 6           | 0          | 3                | 1                | 1                | 0                | 7                | 0                | 2                | 0                | 1                     | 0                     | 0                     | 0                     | 41       | 2      | 9           | 0          |
| L. Kurzawa     | 0        | 0       | 0           | 0          | 0                | 0                | 0                | 0                | 0                | 0                | 0                | 0                | 1                     | 0                     | 0                     | 0                     | 1        | 0      | 0           | 0          |
| A. Letellier   | 1        | 0       | 0           | 0          | 0                | 0                | 0                | 0                | 0                | 0                | 0                | 0                | 0                     | 0                     | 0                     | 0                     | 1        | 0      | 0           | 0          |
| Marquinhos     | 32       | 5       | 6           | 0          | 0                | 0                | 0                | 0                | 8                | 0                | 0                | 0                | 0                     | 0                     | 0                     | 0                     | 40       | 5      | 6           | 0          |
| K. Mbappé      | 35       | 28      | 10          | 0          | 3                | 5                | 0                | 0                | 8                | 6                | 1                | 0                | 0                     | 0                     | 0                     | 0                     | 46       | 39     | 11          | 0          |
| N. Mendes      | 27       | 0       | 3           | 0          | 2                | 0                | 0                | 0                | 8                | 0                | 0                | 0                | 0                     | 0                     | 0                     | 0                     | 37       | 0      | 3           | 0          |
| L. Messi       | 26       | 6       | 0           | 0          | 1                | 0                | 0                | 0                | 7                | 5                | 1                | 0                | 0                     | 0                     | 0                     | 0                     | 34       | 11     | 1           | 0          |
| E. Michut      | 5        | 0       | 0           | 0          | 2                | 0                | 0                | 0                | 0                | 0                | 0                | 0                | 0                     | 0                     | 0                     | 0                     | 7        | 0      | 0           | 0          |
| K. Navas       | 21       | -18     | 0           | 1          | 1                | -0               | 0                | 0                | 3                | -5               | 0                | 0                | 1                     | -1                    | 0                     | 0                     | 26       | -24    | 0           | 1          |
| Neymar         | 22       | 13      | 10          | 0          | 0                | 0                | 0                | 0                | 6                | 0                | 1                | 0                | 0                     | 0                     | 0                     | 0                     | 28       | 13     | 11          | 0          |
| L. Paredes     | 15       | 1       | 3           | 0          | 2                | 0                | 0                | 0                | 5                | 0                | 3                | 0                | 0                     | 0                     | 0                     | 0                     | 22       | 1      | 6           | 0          |
| Rafinha        | 5        | 0       | 0           | 0          | 0                | 0                | 0                | 0                | 0                | 0                | 0                | 0                | 0                     | 0                     | 0                     | 0                     | 5        | 0      | 0           | 0          |
| S. Ramos       | 12       | 2       | 3           | 1          | 1                | 0                | 0                | 0                | 0                | 0                | 0                | 0                | 0                     | 0                     | 0                     | 0                     | 13       | 2      | 3           | 1          |
| S. Rico        | 1        | -1      | 0           | 0          | 0                | 0                | 0                | 0                | 0                | 0                | 0                | 0                | 0                     | 0                     | 0                     | 0                     | 1        | -1     | 0           | 0          |
| P. Sarabia     | 2        | 1       | 1           | 0          | 0                | 0                | 0                | 0                | 0                | 0                | 0                | 0                | 0                     | 0                     | 0                     | 0                     | 2        | 1      | 1           | 0          |
| X. Simons      | 6        | 0       | 1           | 0          | 3                | 0                | 0                | 0                | 0                | 0                | 0                | 0                | 0                     | 0                     | 0                     | 0                     | 9        | 0      | 1           | 0          |
| M. Verratti    | 24       | 2       | 12          | 0          | 3                | 0                | 0                | 0                | 5                | 0                | 2                | 0                | 0                     | 0                     | 0                     | 0                     | 32       | 2      | 14          | 0          |
| G. Wijnaldum   | 31       | 1       | 1           | 0          | 1                | 0                | 0                | 0                | 5                | 2                | 0                | 0                | 1                     | 0                     | 0                     | 0                     | 38       | 3      | 1           | 0          |